# Peter Drenth
Peter Drenth (Ten Boer, 1968) is een Nederlands politicus namens het CDA. Sinds 30 mei 2018 is hij lid van de Gedeputeerde Staten van Gelderland.

## Loopbaan
Drenth studeerde sociale geografie en werd in 2002 wethouder in de gemeente Zeewolde. Nadat zijn partij in 2006 niet deel wilde nemen aan het college werd hij, na enkele maanden raadslid geweest te zijn, wethouder in Doetinchem. Dit bleef hij tot april 2018. Tussen april en mei 2017 fungeerde hij als langst zittende wethouder als waarnemend burgemeester vanuit het college tussen het vertrek van  waarnemend burgemeester Annemieke Traag en de installatie van Mark Boumans. Bij zijn afscheid in Doetinchem werd Drenth gedecoreerd als Ridder in de Orde van Oranje-Nassau. Op 30 mei 2018 volgde hij Jan Jacob van Dijk op als gedeputeerde in de provincie Gelderland met de portefeuille  vitaal platteland, economie, energietransitie, breedband en bestuur Interprovinciaal Overleg. Bij de Provinciale Statenverkiezingen 2023 was Drenth in Gelderland lijsttrekker van het CDA. Als gevolg van plaatsing op de lijst is Drenth in 2019 en in 2023 tijdens zijn demissionair lidmaatschap van de Gedeputeerde Staten benoemd tot lid van de Provinciale Staten.